# Stephan Boden (Autor)

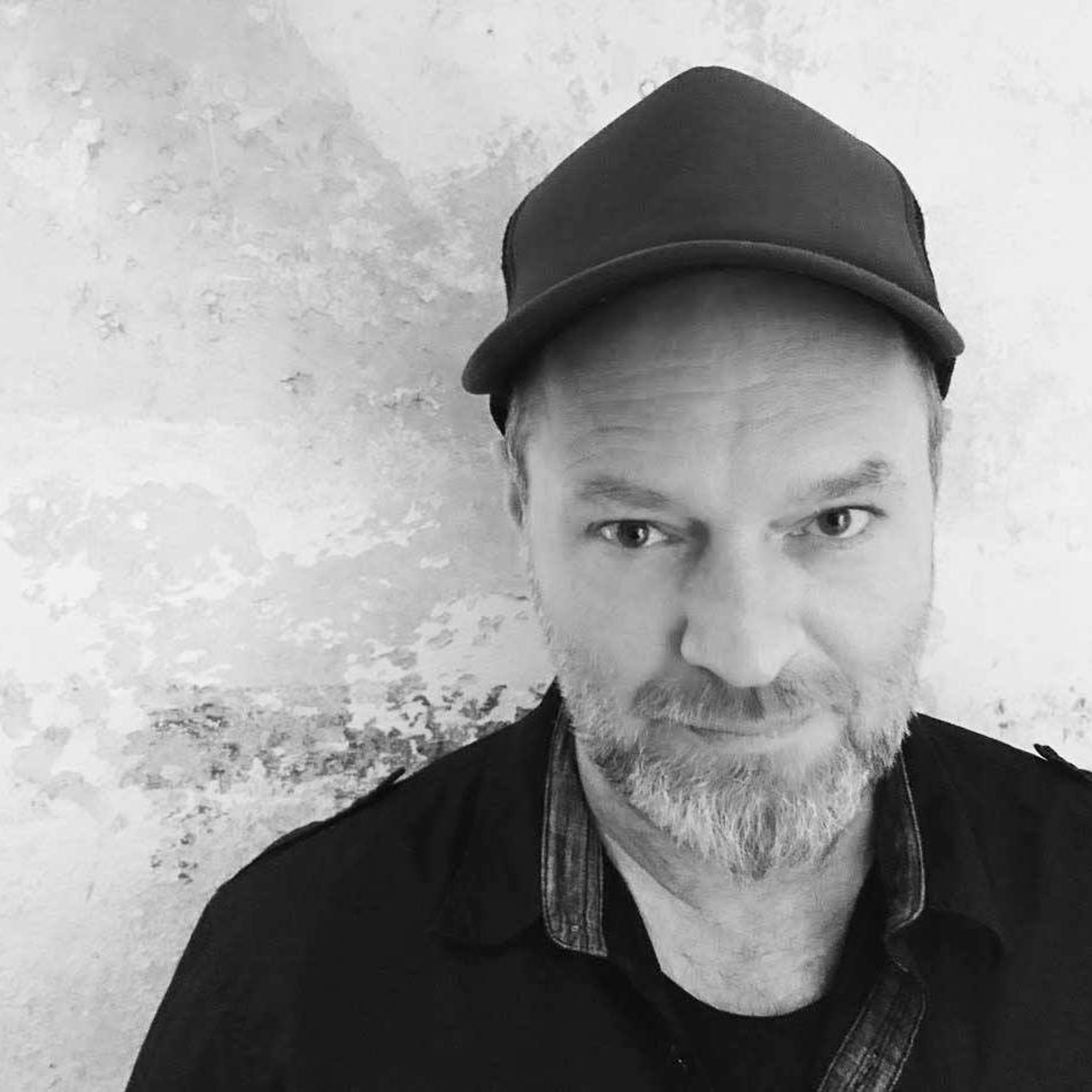
Stephan Boden (2019)

Stephan Boden (* 23. Dezember 1966 in Bielefeld) ist ein deutscher Autor, Journalist, Wassersport-Experte, Satiriker und Kolumnist.

## Leben
Boden segelte von 2012 bis 2015 mit einem Segelboot durch die Ostsee. Seitdem erschienen von ihm eine Reihe von Büchern über das Segeln, seit 2018 im Self-Publishing.
2018 gewann er den ITB Berlin BuchAwards in der Kategorie „Das besondere Reisebuch für Segler“. 2023 wurde er zusammen mit dem Autor Moritz Jacobi für den Journalismuspreis „Der lange Atem“ des Deutschen Journalisten Verbands Berlin-Brandenburg für ihre Doku-Reihe Von Hof zu Hof nominiert.
Von Anfang 2020 bis September 2024 schrieb er für die Märkische Allgemeine die wöchentlich erscheinende Kolumne Bodens Woche. Im Dezember 2021 stand er zusammen mit dem Schauspieler Tobias Borchers auf der Bühne des Brandenburger Event-Theaters mit der Satire-Show Brennpunkt Branne.
Nach 25 Jahren in Hamburg, drei Jahren in Berlin sowie fünf Jahren in Brandenburg an der Havel lebt er seit 2024 mit seiner Frau und seinem Sohn in Kiel und arbeitet als freier Autor und Journalist, vorwiegend im Bereich Segeln und Wassersport. Seit August 2024 schreibt Boden eine wöchentlich erscheinende Kolumne auf dem Segel-Portal Segelreporter. Außerdem ist er alle zwei Wochen im Podcast von Segelreporter zu hören. 

## Publikationen
Bücher 
- Digger Hamburg – Kleiner segeln, größer leben (2013, Delius-Klasing Verlag)
- Ostseeroulette (2014, Delius-Klasing Verlag)
- EinHundSegeln – (2015, Delius-Klasing Verlag)
- Einhandsegeln (2016, Delius-Klasing Verlag)
- Gespräche mit meinem Hund – Was Sie schon immer über Hunde wissen wollten (2018, kdp)
- Dänische Südseeperlen – Besondere Plätze und Geschichten (2018, kdp)
- Segeln auf der Schlei – Törnführer und Geschichten (2018, kdp)
- Und London ruft: "Schiff ahoi!" – Eine ungewöhnliche, pannenreiche Segelreise nach England (2019, kdp)
- Ostseeperlen – Besondere Orte und besondere Geschichten (2019, kdp)
- Raus! – Über die Erfahrung, von Berlin in die zweite Reihe zu ziehen (2020, kdp)
- 100 Tipps für Segler: Hacks, Tipps, Ausrüstung, Manöver - und die Geschichten dazu (2021, kdp)
- Typisch Segler! - 99 Verhaltensweisen von segelnden Menschen im stinknormalen Alltag (2021, kdp)
- Conversations With My Dog - Everything You Always Wanted To Know About Dogs (2023 US, ENG, kdp)
- Refit! Arbeiten am Boot - einfach erzählt. (2023, kdp)

 Publikationen in der Märkischen Allgemeinen Zeitung 
- Bodens Woche – 2020 bis 2024 wöchentlich erscheinende Kolumne in der Märkischen Allgemeinen
- Von Hof zu Hof – Landwirtschaft in Potsdam Mittelmark. Doku-Reihe der Märkischen Allgemeinen. Projekt der MABB Medienanstalt Berlin Brandenburg